# Peusar
Peusar is een bestuurslaag in het regentschap Tangerang van de provincie Banten, Indonesië. Peusar telt 7864 inwoners (volkstelling 2010).